# Hydroglyphus grammopterus
Hydroglyphus grammopterus är en skalbaggsart som först beskrevs av Zimmermann 1928.  Hydroglyphus grammopterus ingår i släktet Hydroglyphus och familjen dykare. Inga underarter finns listade i Catalogue of Life.